# Natan Suárez
Natan Antonio Suárez Díaz (Sarriá de Ter, 20 de enero de 1998) es un jugador de balonmano español que juega de central en el Sporting de Lisboa de la Andebol 1.
Natan fue internacional juvenil y junior con la selección de balonmano de España.

## Palmarés

### Sporting CP
- Copa de Portugal de balonmano (2): 2022, 2023,2024
- Andebol 1 (1): 2024
- Supercopa de Portugal de balonmano (1): 2024

## Clubes
| Club               | País     | Año         |
| ------------------ | -------- | ----------- |
| Agustinos Alicante | España   | 2017 - 2018 |
| S. D. Teucro       | España   | 2018        |
| Liberbank Cuenca   | España   | 2019 - 2020 |
| Ademar León        | España   | 2020 - 2021 |
| Sporting de Lisboa | Portugal | 2021 - Act. |